# Benjamin Goller
Benjamin Goller (Reutlingen, 1 januari 1999) is een Duits voetballer, die uitkomt als vleugelaanvaller. In 2018 stroomde hij door uit de jeugd van FC Schalke 04.

## Clubcarrière
Goller voetbalde als jeugdspeler bij TSV Holzelfingen, VfL Pfullingen, SV Stuttgarter Kickers om vanaf 2014 uit te komen voor de jeugd van FC Schalke 04. Vanaf de zomer van 2018 maakte hij deel uit van het eerste elftal. Hij debuteerde in het eerste elftal op 11 december 2018 in een thuiswedstrijd tegen Lokomotiv Moskou in de Champions League. Goller mocht van coach Tedesco starten in steun van diepe spits Cedric Teuchert. Na 59 minuten werd Goller vervangen door Amine Harit.

## Clubstatistieken
| Seizoen | Club          | Competitie | Competitie | Competitie | Beker | Beker | Internationaal | Internationaal | Totaal | Totaal |
| Seizoen | Club          | Competitie | Wed.       | Dlp.       | Wed.  | Dlp.  | Wed.           | Dlp.           | Wed.   | Dlp.   |
| ------- | ------------- | ---------- | ---------- | ---------- | ----- | ----- | -------------- | -------------- | ------ | ------ |
| 2018/19 | FC Schalke 04 | Bundesliga | 0          | 0          | 0     | 0     | 1              | 0              | 1      | 0      |
| Totaal  | Totaal        | Totaal     | 0          | 0          | 0     | 0     | 1              | 0              | 1      | 0      |

Bijgewerkt op 1 februari 2019.

## Interlandcarrière
Goller doorliep verschillende nationale jeugdteams.